# Estadio Maurice Dufrasne
El Estadio Maurice Dufrasne es un estadio de fútbol que se encuentra situado en Lieja, Bélgica. El estadio tiene una capacidad de 30.143 personas. También es comúnmente conocido como Estadio de Sclessin y es donde juega sus partido locales el Standard Lieja.

## Historia
El estadio fue inaugurado en el año 1909, pero solo contaba con el campo de juego, los jugadores debían cambiarse en un bar cercano, pero un año más tarde, en 1910, se construyeron unos vestuarios y una cantina.
Standard compró el terreno en 1923, y, posteriormente, comenzó la construcción de nuevas tribunas de concreto. A finales de la década de 1920, el Sclessin podría contener cerca de 24 000 espectadores.
Otras mejoras se construyeron en 1939, cuando una nueva grada, que podría contener 20 000 aficionados, fue construida; y en 1950 se agregaron asientos para el público. El estadio alcanzó su máxima capacidad en la década de 1970, cuando llegó a albergar 43 000 espectadores. 
Fue sede de la Eurocopa 1972, pero solo alcanzó a albergar el partido del tercer puesto.
En el año 1985 el Sclessin adquirió una nueva tribuna principal y, siete años más tarde en 1972, comenzó la construcción en la tribuna del lado opuesto; el estadio terminó su remodelación en 1999 para albergar la Eurocopa 2000; donde albergó tres partidos de la fase de grupos.

## Eventos

### Eurocopa 1972
| Fecha               | Equipo #1 | Resultado | Equipo #2 | Ronda        | Espectadores |
| ------------------- | --------- | --------- | --------- | ------------ | ------------ |
| 17 de junio de 1972 | Bélgica   | 2–1       | Hungría   | Tercer lugar | 6.184        |

### Eurocopa 2000
El estadio albergó tres partidos de la Eurocopa 2000.
| Fecha               | Equipo #1 | Resultado | Equipo #2       | Ronda                 | Espectadores |
| ------------------- | --------- | --------- | --------------- | --------------------- | ------------ |
| 12 de junio de 2000 | Alemania  | 1–1       | Rumania         | Primera fase, Grupo A | 30.000       |
| 18 de junio de 2000 | Noruega   | 0–1       | RF Yugoslavia   | Primera fase, Grupo C | 27.000       |
| 21 de junio de 2000 | Dinamarca | 0–2       | República Checa | Primera fase, Grupo D | 18.000       |